# VEF Irbitis I-12
Die VEF Irbitis I-12 war ein lettisches Schulflugzeug.

## Geschichte
Es wurde von Kārlis Irbītis konstruiert und von Valsts elektrotehniskā fabrika (VEF) hergestellt. Der Prototyp flog zum ersten Mal am 26. Juni 1937 in Spilve (Riga) und wurde ab dem 15. Juli in Paris von den Piloten Bandenieks und Berzins im Flug vorgeführt. Im daran anschließenden Frankreichrundflug vom 30. Juli bis 1. August 1937 gewannen sie die Doppelsitzerwertung und wurden am 21. August Fünfte beim Thanet Air Race in Ramsgate (England). Beim internationalen Flugwettbewerb um den Wakefield-Pokal am 29. August in Lympne wurden sie Zweite. Nach diesen Erfolgen wurden bei der Firma VEF Fertigungsanlagen für die Flugzeugproduktion eingerichtet und der Flugzeugtyp von 1937 bis 1941 in Serie gebaut. Die internationale Tour endete mit einem neunstündigen Nonstopflug London–Riga von Philip Avery.
Das Flugzeug bestand weitestgehend aus Holz. Insgesamt wurden zwölf Flugzeuge dieses Typs gebaut.

## Technische Daten

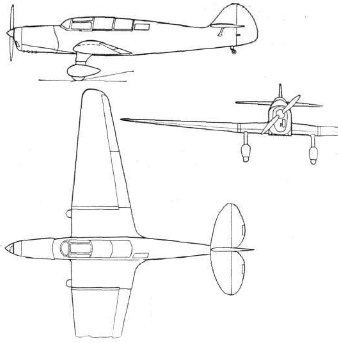
Dreiseitenansicht der VEF Irbitis I-12

| Kenngröße             | Daten                                     |
| --------------------- | ----------------------------------------- |
| Besatzung             | 1                                         |
| Passagiere            | 1                                         |
| Länge                 | 7,30 m                                    |
| Spannweite            | 9,30 m                                    |
| Höhe                  | 1,90 m                                    |
| Flügelfläche          | 11,3 m²                                   |
| Flügelstreckung       | 7,65                                      |
| Flächenbelastung      | 54,4 kg/m²                                |
| Leistungsbelastung    | 7,6 kg/PS                                 |
| Rüstmasse             | 450 kg                                    |
| Startmasse            | 670 kg                                    |
| Triebwerk             | ein Blackburn Cirrus Minor, 90 PS (66 kW) |
| Kraftstoffvorrat      | 75 l                                      |
| Höchstgeschwindigkeit | 230 km/h                                  |
| Reisegeschwindigkeit  | 200 km/h                                  |
| Landegeschwindigkeit  | 75 km/h                                   |
| Steigzeit             | 13 min auf 2000 m Höhe                    |
| Dienstgipfelhöhe      | 4000 m                                    |
| Reichweite            | 800 km                                    |